# Famille de Freslon de La Freslonnière
La famille de Freslon de La Freslonnière, originaire de Bretagne, est une famille subsistante de la noblesse française d'extraction chevaleresque, sur preuves de 1386. Elle fut maintenue noble d'ancienne extraction en Bretagne le 12 octobre 1668. Elle fut reçue aux honneurs de la cour en 1778. Elle est membre de l'ANF depuis 1938.

## Origines
La famille Freslon a eu pour berceau la paroisse  du Rheu, dans le  Diocèse de Rennes, (Ille-et-Vilaine), où elle a possédé de toute ancienneté l'important domaine de la Freslonnière.
Cette famille a une filiation prouvée à  partir de 1385, avec Jean Freslon, écuyer, seigneur de la Freslonnière, marié à Catherine Eder,. 
Lors de la Réformation faite en 1427 dans l'évêché de Rennes par les commissaires Jamet Baude et Eon Poffraie, plusieurs nobles sont mentionnés, dont Jean Freslon, seigneur de La Freslonnière. 
D'après un titre de la collection du cabinet Courtois (dont les collections se sont avérées être des faux à la suite de leur analyse après leur acquisition vers 1956 par les Archives nationales (109 AP, Collection de Gourgues)  ), Pierre Freslon et plusieurs autres gentilshommes bretons auraient loué, lors de la croisade de 1249, un bateau à un armateur de Nantes pour les transporter de Limisso à Damiette. En vertu de ce titre le nom et les armes de la famille de Freslon figurent dans les salles des Croisades du palais de Versailles,.
Julien Freslon, seigneur de la Freslonnière, du Boisbriant, de Saint-Aubin, etc., chevalier de l'Ordre du roi, épousa en 1608 Hélye de la Roche. Il en eut, entre autres enfants, deux fils, Gabriel et Jean, qui furent les auteurs de deux grandes branches de La Freslonnière et de Saint-Aubin, qui furent maintenus dans leur noblesse d'ancienne extraction par arrêt de la chambre de réformation du 12 octobre 1668

## Personnalités

### Branche de La Freslonnière
- Pierre Freslon, croisé en 1248 pour la Septième croisade[8].

- Bertrand Freslon, écuyer de Jean V de Bretagne durant le Siège de Pouancé (1432)[8].

- Gabriel Freslon, chevalier, seigneur de La Freslonnière, La Touche-Tréby, Montgermont, La Baudière, Les Mesnils Lascouët-en-Plumieux et La Baudière. Conseiller du roi en ses conseils d'État, puis conseiller au Parlement de Bretagne le 19 août 1633, il est nommé  président à mortier, le 20 décembre 1647. Il est député par le Parlement de Bretagne vers le roi Louis XIV, le 17 octobre 1651. Il meurt en fonction le 13 octobre 1652 et est inhumé en l'église Saint-Sauveur de Rennes[9].

- Jean-Baptiste Freslon, chevalier, seigneur de La Freslonnière (1640-1705), maintenu noble d'ancienne extraction en Bretagne le 12 octobre 1668[10] .

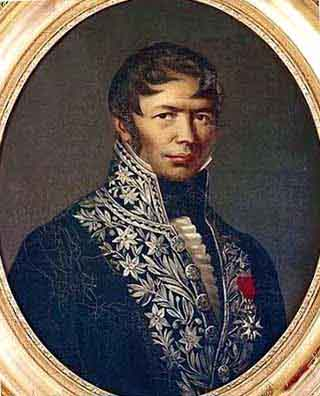
Alexandre-François de Freslon de La Freslonnière

- Marie-Joseph Freslon, dit « le comte de La Freslonnière » (1720-1759), capitaine au régiment du Roi-infanterie, conseiller au Parlement de Bretagne le 21 août 1743[11] .

- Gabriel de Freslon de La Freslonnière  (1743-1815), chevalier de Saint-Louis, lieutenant des maréchaux de France[5].

- Alexis-François-Marie-Joseph de Freslon de La Freslonnière, dit « le comte de La Freslonnière » (1749-1826), capitaine au régiment du roi-infanterie où il sert depuis le 17 août 1766, il émigre aux Pays-Bas sous la Révolution française. Rentré en France, il est incarcéré à Paris dans la prison de l'Abbaye. Il échappe à la guillotine lors de la chute de Robespierre [12] .

- Alexandre-François de Freslon de La Freslonnière, dit « le comte de La Freslonnière » (1787-1841) volontaire royal en 1815 et chargé d'une mission dans le département de la Loire-Inférieure, maître des requêtes au Conseil d'État le 8 janvier 1823, puis préfet de la Mayenne, et enfin, préfet de la Haute-Loire en 1830. Il est chevalier de la Légion d'honneur. Il meurt au château de La Freslonnière le 30 septembre 1841[12] .

- Gabriel-François de Freslon de La Freslonnière (1784-1857), ancien élève de l'école polytechnique (X.1803), capitaine d'artillerie , il prit part aux campagnes d'Espagne et de l'Armée du Nord, en 1809 et 1810, puis à celle de France en 1813-1814[10] .

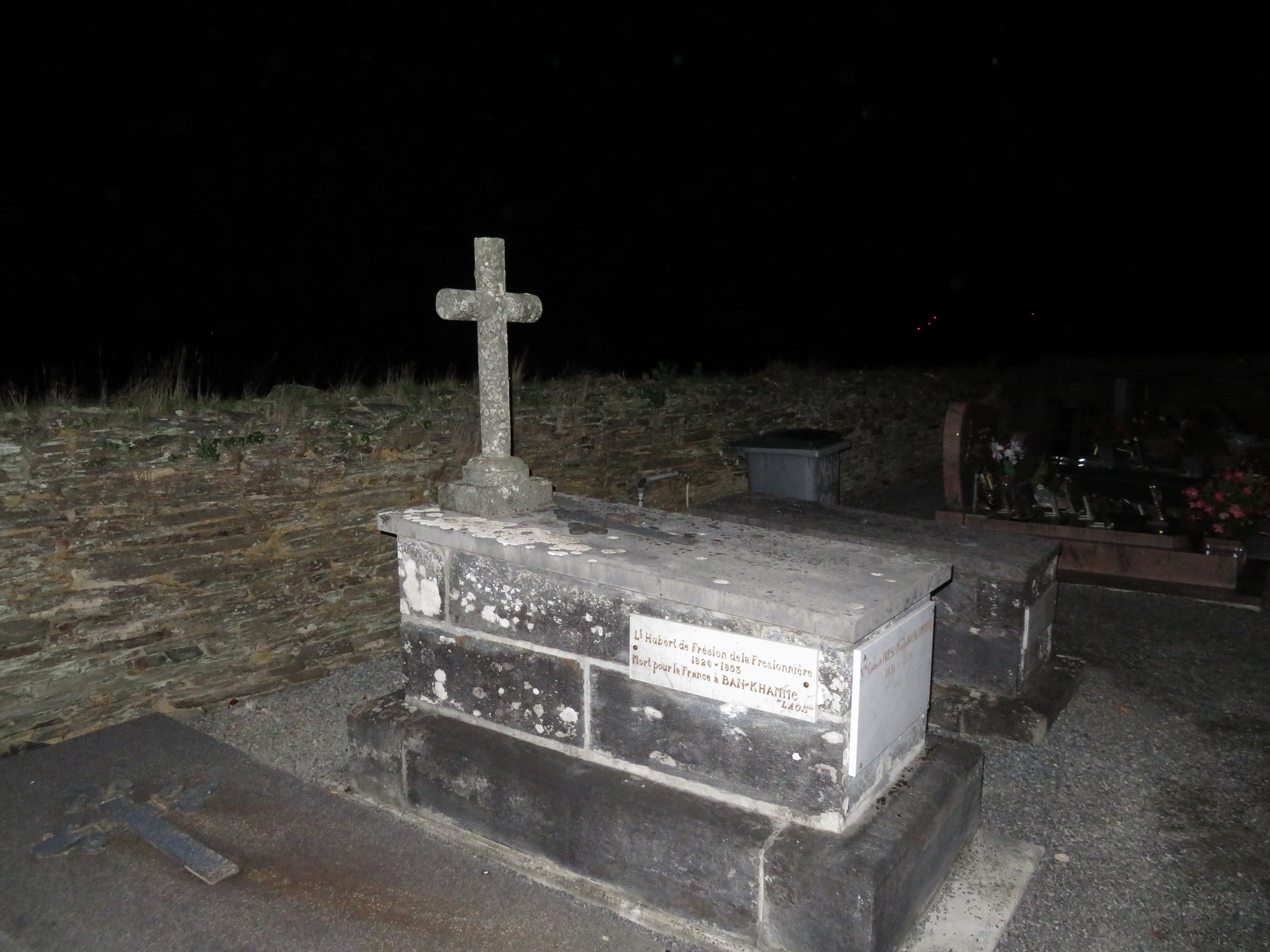
La tombe d’Hubert de Freslon de La Freslonnière au cimetière des Fougerêts, dans le Morbihan.

- La tombe d’Hubert de Freslon de La Freslonnière au cimetière des Fougerêts, dans le Morbihan.Hubert de Freslon de La Freslonnière (1926-1953), ancien élève de l'école spéciale militaire de Saint-Cyr, (promotion Maréchal Leclerc- 1946-1948), lieutenant, mort pour la France le 22 décembre 1953 au combat de Ban Kham Me (Laos)[13].

### Branche de Saint Aubin
- Jean Freslon, chevalier, seigneur de Saint-Aubin(1622-1681). Il est député par les États de Bretagne vers le roi Louis XIV pour l'examen des comptes du duché, en 1661 et en 1667. Il est connu en Bretagne pour avoir protesté en faveur des indemnités accordées à la province, face au duc de Chaulnes, commandant en chef du roi de France en Bretagne[réf. nécessaire]. Ce dernier le fait expulser des états de Bretagne le 11 décembre 1673. S'ensuivirent les manifestations bretonnes connues sous le nom de la Révolte du papier timbré[14] .

- René Freslon, seigneur de Saint-Aubin, (1648-1722), capitaine d'une compagnie de l'arrière-ban de la noblesse de l'évêché de Rennes en 1696, inspecteur des haras de l'évêché de Vannes en 1720[14] .

- Jean-Emmanuel-René de Freslon, seigneur de Saint-Aubin, (1734-1800), garde de la marine en 1754, enseigne des vaisseaux du roi dès 1764, retiré du service an août 1765 avec le grade de lieutenant de vaisseau, émigré au temps de la Révolution Française, mort à Jersey le 7 janvier 1800[15] .

- Pierre de Freslon, baron de Saint-Aubin (1766-1839). Il est baron de l'Empire par décret du 12 mars 1811 et lettres patentes du 10 avril suivant. Il est reçu président aux requêtes du parlement de Bretagne le 21 février 1785. Émigré sous la Révolution, il est envoyé en mission diplomatique par le roi d'Angleterre auprès des généraux vendéens qu'il rejoint à Fougères en novembre 1793. Il est conseiller à la Cour impériale de Rennes en 1811 et membre du collège électoral du département d'Ille-et-Vilaine. Il meurt à Rennes le 7 novembre 1839 [15] .

- Emmanuel-Jean-Aimé de Freslon', comte de Saint-Aubin (1789-1864), ancien élève de l'école spéciale militaire de Saint-Cyr, (promotion 1806). Il prend part aux campagnes de la Grande Armée en 1807 et 1808. Il fait la campagne de Russie comme chef d'escadron en 1813 et la campagne de France en 1814. Il est nommé lieutenant-colonel pendant l'expédition  d'Espagne de 1823, puis se retire du service en 1831. Il devient membre du Conseil général d'Ille-et-Vilaine. Il est officier de la Légion d'honneur, chevalier de Saint-Louis et chevalier de l'Ordre de Saint-Ferdinand d'Espagne

## Armes & devise
D'argent à la fasce de gueules accompagnée de six ancolies d'azur soutenues de gueules, rangées trois en chef et trois en pointe.
Devise : "Il a la main droite et juste" .

## Titres
- Marquis d'Acigné.
- Comte de La Piguelaye et de La Freslonnière.
- Vicomte de Méjusseaume et de Braz.
- Seigneur de Saint-Aubin-d'Aubigné, de La Ville-Odierne, de La Baudière, du Bois-Briand, de Branféré, de Montgermont, de Saint-Léau, de Bourian, de Québriac, de La Touche-Trébry, de La Motte-au-Vicomte, de Trégus, de Mauvoisin, de La Mettrie du Han, de Blavon, du Boismaigné, de Lascouët et de Collinée.
- Baron de l'empire en 1811 (éteint en 1884)[5].

## Alliances
Familles : Achard de La Vente, Achard de Leluardière, du Boisbaudry, de Broch d'Hotelans, de  Farcy de La Villedubois, de Farcy de Pontfarcy, de Ferré de Péroux, Guillet de la Brosse, Huchet de Cintré, Hulot de Collart Sainte Marthe, Imbert de Trémiolles, Jousseaume de La Bretesche, de La Celle de Châteaubourg, de La Chevière, de La Croix de Beaurepos, de La Forest, du Laurens d'Oiselay, Le Maignan de L'Écorce, Le Vaillant du Douët de Graville, de Lorgeril (1841), de L'Orne d'Allincourt, Maillard de La Gournerie, Mathieu de Vienne, de Mauduit de Kerven, de Mauduit du Plessix, de Meaulne, de Maynard, de Menou, de Monti, de Pioger, de Roquefeuil, Roulet de La Bouillerie, de Saint-Germain, de Saint-Pern, de Sars, de Sarte, Sourdeau de Beauregard, de Richoufftz de Manin, de Lévis-Mirepoix, du Bois de Maquillé, de La Huppe de Larturière, Roullet de La Bouillerie, de Talhouët-Boishorand, de Bouvier-Mathieu de Vienne, d'Artigues, Bahezre de Lanlay, de La Brosse, Bourel de La Roncière, Jarnoüen de Villartay (1964).